# USS Makin Island (LHD-8)
USS Makin Island (LHD-8) je víceúčelová vrtulníková výsadková loď Námořnictva Spojených států amerických postavená v letech 2004-2009 jako osmá a poslední jednotka třídy Wasp. Loď je určena k naložení, přepravě, provedení výsadku, velení a následné podpoře jednotky americké námořní pěchoty o 2000 mužů (Marine Expeditionary Unit - MEU). Ta je z její paluby přepravována vzduchem pomocí vrtulníků, či po moři vyloďovacími čluny, vznášedly Landing Craft Air Cushion a obojživelnými vozidly. Z paluby Makin Island také mohou operovat kolmostartující letouny AV-8B Harrier II.
Oproti ostatním jednotkám třídy Wasp byla Makin Island postavena v modifikované podobě a je přechodem k následující třídě America. Liší se zejména použitým pohonným systémem koncepce CODLOG, díky kterému má plavidlo, mimo jiné, lepší ekonomii provozu a o cca 90 mužů menší posádku. Z výše uvedených důvodů některé prameny považují Makin Island za samostatnou třídu. Přes rozsáhlé vnitřní změny se loď od svých sesterských plavidel vnějškově liší pouze komíny nakloněnými na pravobok.

## Stavba

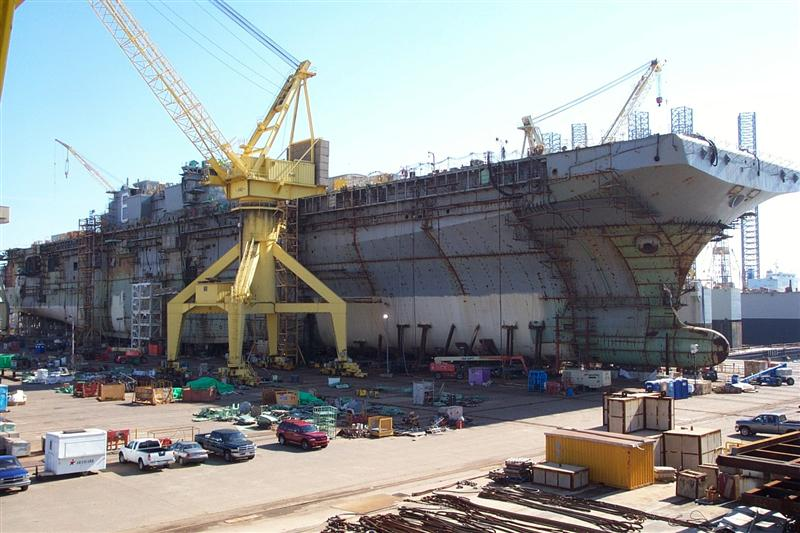
Stavba USS Makin Island (LHD-8)

Kontrakt na stavbu Makin Island byl zadán roku 2002 loděnici Northrop Grumman (dříve Litton Ingalls Shipbuilding) v Pascagoule ve státě Mississippi. Stavba plavidla byla zahájena v 14. února 2004, přičemž na vodu byl trup lodě spuštěn 22. září 2006. Námořní zkoušky hotového plavidla byly zahájeny v prosinci 2008 a do operační služby Makin Island vstoupila v říjnu 2009. Zpoždění stavby plavidla způsobil hurikán Katrina, který na Makin Island způsobil škody ve výši cca 360 milionů dolarů.

## Konstrukce

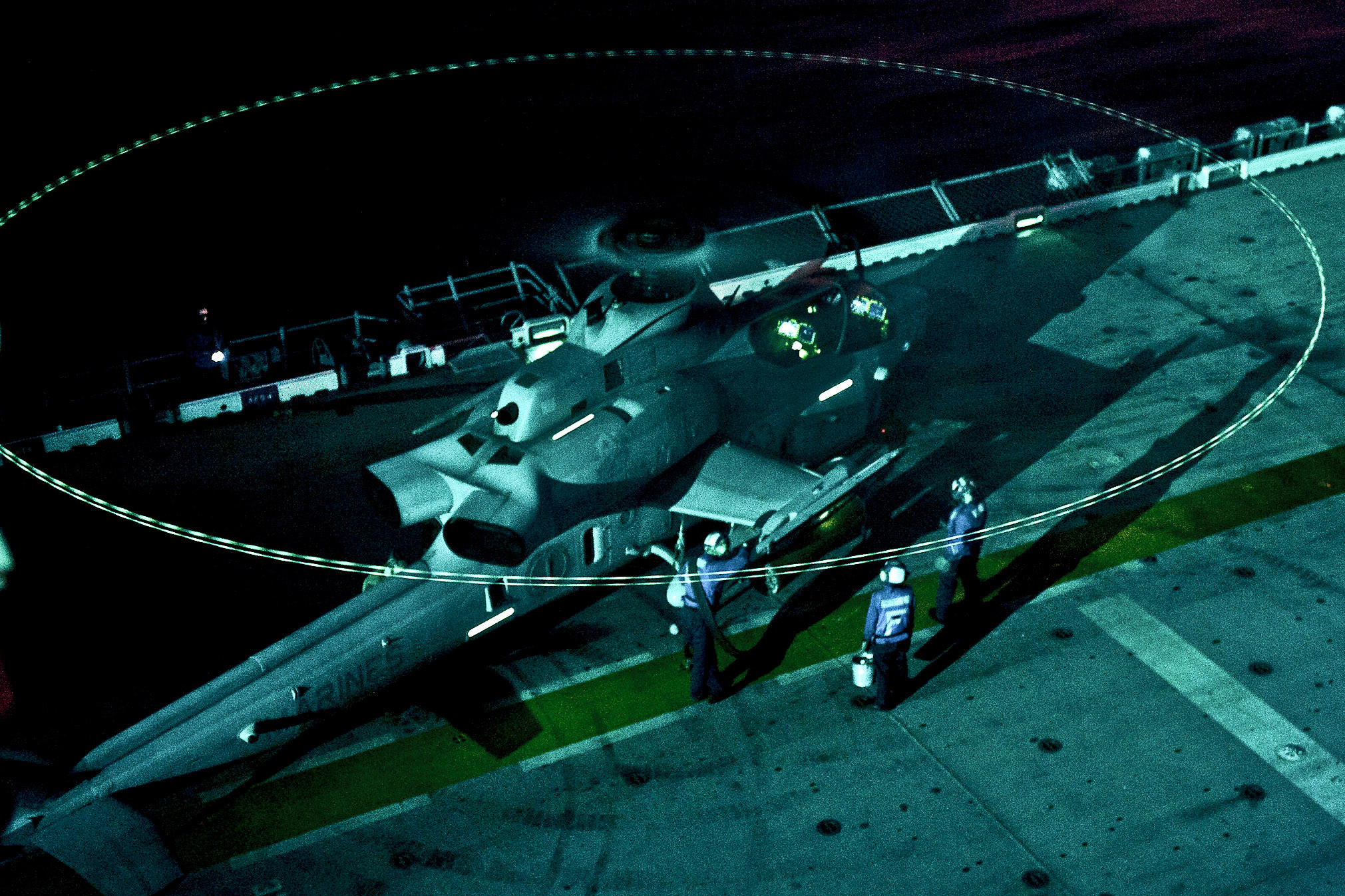
Noční doplňování paliva bitevního vrtulníku AH-1 Cobra

### Vybavení
Makin Island je vybavena bojovým řídícím systémem SSDS Mk.2 Mod.3A. Radary dlouhého dosahu, sloužící například k navádění palubních stíhaček, představuje 3D typ SPS-48E a 2D typ SPS-49(V)9. Detekci nepřátelských protilodních střel zajišťuje radar SPQ-9B, hladinové cíle monitoruje radar SPS-67(V)5 a k navigaci slouží radar SPS-73. Sonar je typu WSC-1. Loď je vybavena systémem radiotechnického průzkumu a rušení SLQ-32B(V)3. Obrannou funkci plní šest vrhačů klamných cílů Mk.36 SRBOC, pasivní koutové odražeče AN/SLQ-49, bóje SSQ-95(V) a vlečené cíle AN/SLQ-25 Nixie.

### Výsadkové prostředky

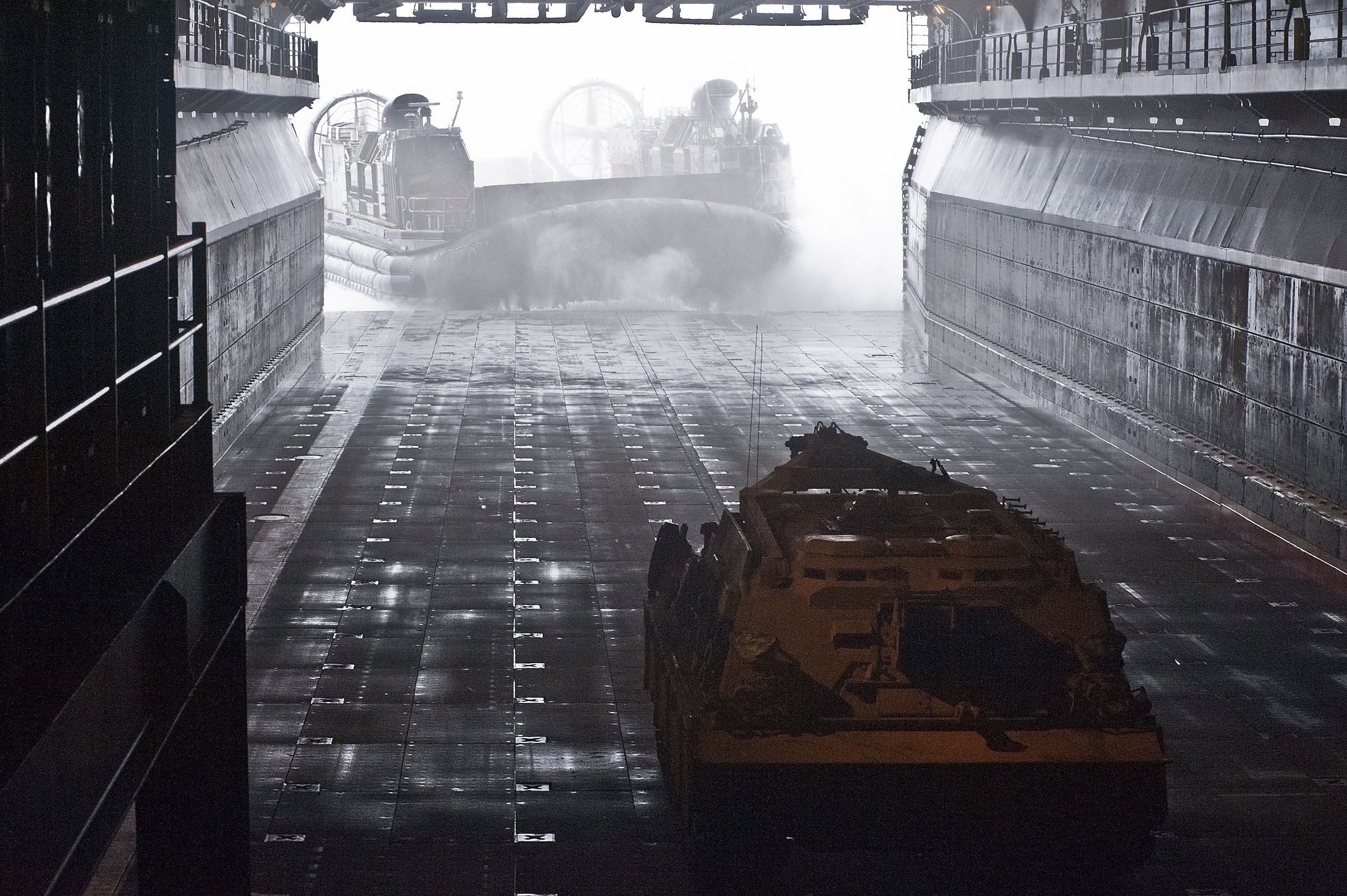
Vznášedlo LCAC opouští palubní dok

Výsadek až 1 687 vojáků námořní pěchoty je z lodí přepravován pomocí vrtulníků, vyloďovacích člunů či vznášedel. Hangár pro vrtulníky zabírá zadní třetinu plavidla. S letovou palubou je spojen dvěma výtahy o nosnosti 34 t. Jeden výtah je na levoboku a druhý na pravoboku. Oba jsou v případě potřeby sklopné. Kapacita Makin Island činí 42 vrtulníků CH-46, či 28 letadel Harrier. Neseny mohou být i další typy, například bitevní vrtulníky AH-1 Cobra. Složení leteckého parku je přizpůsobeno konkrétnímu úkolu, který loď plní. Plánováno je nasazení až 19 nových letadel F-35B.
Vyloďovací čluny a vznášedla operují ze zaplavitelného palubního doku umístěného na zádi pod hangárem. Dok má délku 91 metrů a šířku 15 metrů. Kapacita doku činí tři vznášedla LCAC, nebo dva čluny LCU, či šest člunů LCM-8. Lze do něj umístit i 40 obojživelných obrněných transportérů AAV7. Při jeho zaplavení se výtlak lodě zvětší o dalších 15 000 tun.

### Výzbroj

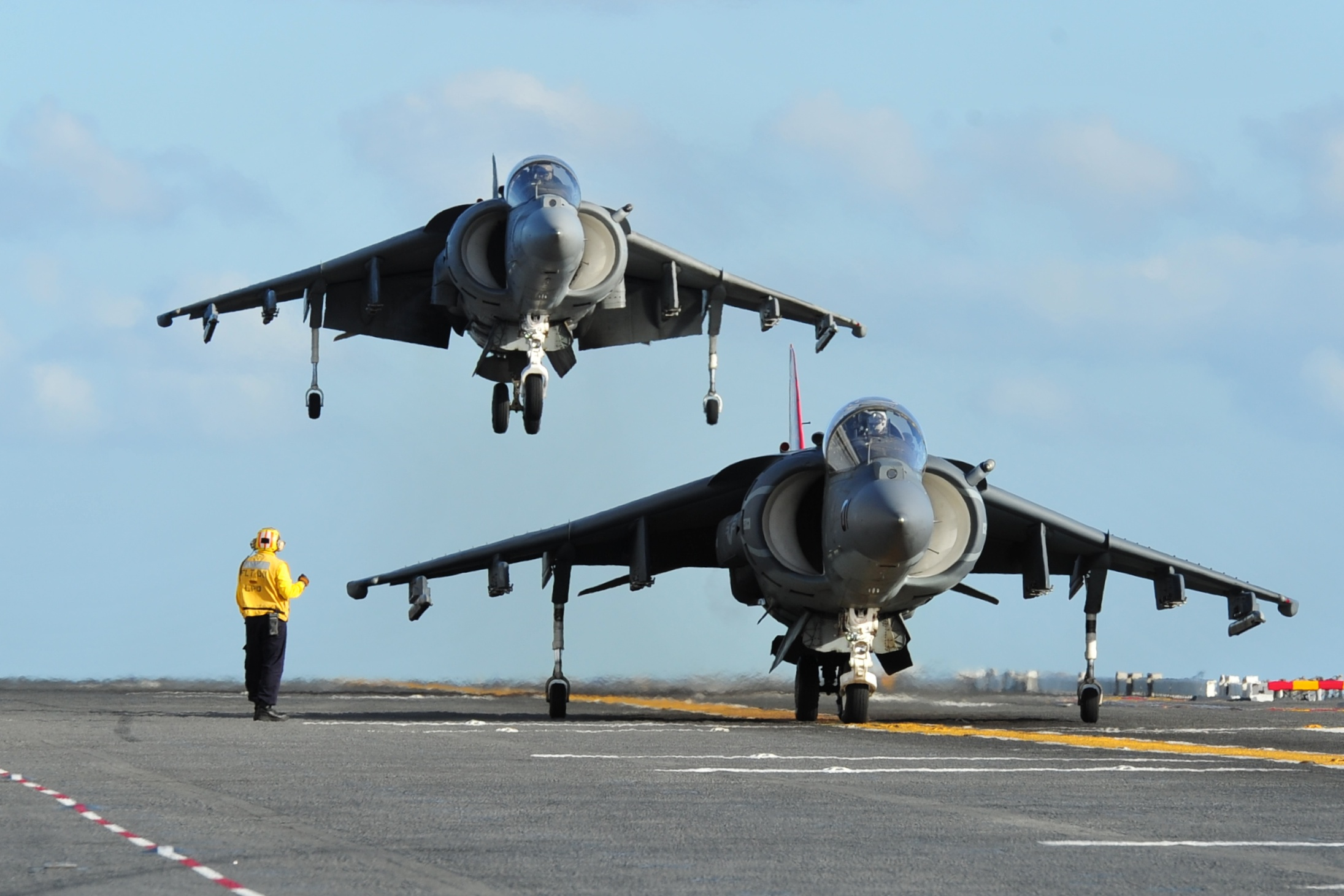
Kolmostartující bitevní letouny AV-8B Harrier

Makin Island nese celou řadu obranných systémů. Dvě osminásobná odpalovací zařízení Mk 29 lze využít jak pro starší protiletadlové řízené střely krátkého dosahu moře-vzduch Sea Sparrow, tak pro střely středního dosahu Evolved Sea Sparrow Missile. Blízkou obranu proti letadlům a protilodním střelám zajišťují dva raketové komplety Rolling Airframe Missile a dva 20mm kanónové komplety Phalanx Block IB. Doplňkovou výzbroj tvoří tři 25mm řetězové automatické kanóny Mk 38 a čtyři 12,7mm kulomety M2HB.

### Pohonný systém
Na rozdíl od starších jednotek třídy Wasp pohání Makin Island pohonný systém hybridní koncepce CODLOG, který tvoří dvě plynové turbíny General Electric LM2500+ s výkonem po 26 110 kW a dva elektromotory Alstom s výkonem po 3 730 kW, kterým energii dodává šest dieselgenerátorů Fairbanks-Morse s výkonem po 4 000 kW. Dvojice lodních šroubů Rolls Royce má nastavitelné lopatky. Pouze elektromotory loď pohánějí při rychlostech do 13 uzlů. Pohonné systémy jsou umístěny ve dvou strojovnách. Toto řešení přináší oproti sesterským lodím značnou úsporu paliva, k čemuž přispívá také profilovaný výstupek na zádi trupu. Dosah je 9 500 námořních mil při rychlosti 20 uzlů.